# Ruine Ehestetten
Die Ruine Ehestetten auf dem sogenannten „Taubenfels“ ist eine abgegangene Spornburg auf einem in das Tal der Schmeie ragenden 855 m ü. NN hohen Felssporn rund 2200 Meter südsüdöstlich der Martinskirche von Ebingen, einem Stadtteil von Albstadt im Zollernalbkreis in Baden-Württemberg.

## Geschichte
Die Burg wurde um das Jahr 1100 vermutlich vom Ehestetter Ortsadel als Nachfolgeanlage einer Burg im Ort erbaut, diese Anlage wurde als castrum 1094 erwähnt, war aber zu dieser Zeit schon zerstört.
Der Ort Ehestetten und die frühe Ortsburg war damals im Besitz der Herren von Winzeln, der Ehestetter Ortsadel war wohl deren niederadeliges Ministerialengeschlecht, das 1084 mit Hug von Estetin als Zeuge einer Schenkung erstmals in Erscheinung tritt.
Aufgegeben wurde die Burg wohl schon um das Jahr 1139, zu der Zeit kam auch Ehestetten an das Kloster Sankt Gallen, Papst Innozenz II. bestätigte dem Kloster den Besitz.
Unterhalb in der Talaue liegen die Ehestetter Mühle und der Ehestetter Hof.

## Beschreibung
Die ehemalige Burganlage verfügte über eine 40 mal 25 Meter große hufeisenförmige Vorburg, und eine durch einen Halsgraben davon getrennte, etwa 28 mal 18 Meter messende Kernburg. In diesem Bereich sind noch sehr geringe Mauerreste, unter anderem die eines Bergfriedes erhalten. Dieser quadratische Bergfried hatte eine Seitenlänge von sechs Meter und bestand aus glatt abgearbeiteten Quadermauerwerk. Weitere Mauerwerksreste kennzeichnen den Verlauf der Ringmauer der Hauptburg, von dieser sind noch hauptsächlich Wälle mit Mörtelspuren sichtbar. Im Osten der Anlage haben sich davon jedoch noch bis zu zwei Lagen von grob bearbeiteten Kleinquadermauerwerk erhalten.